# Лебідь-шипун

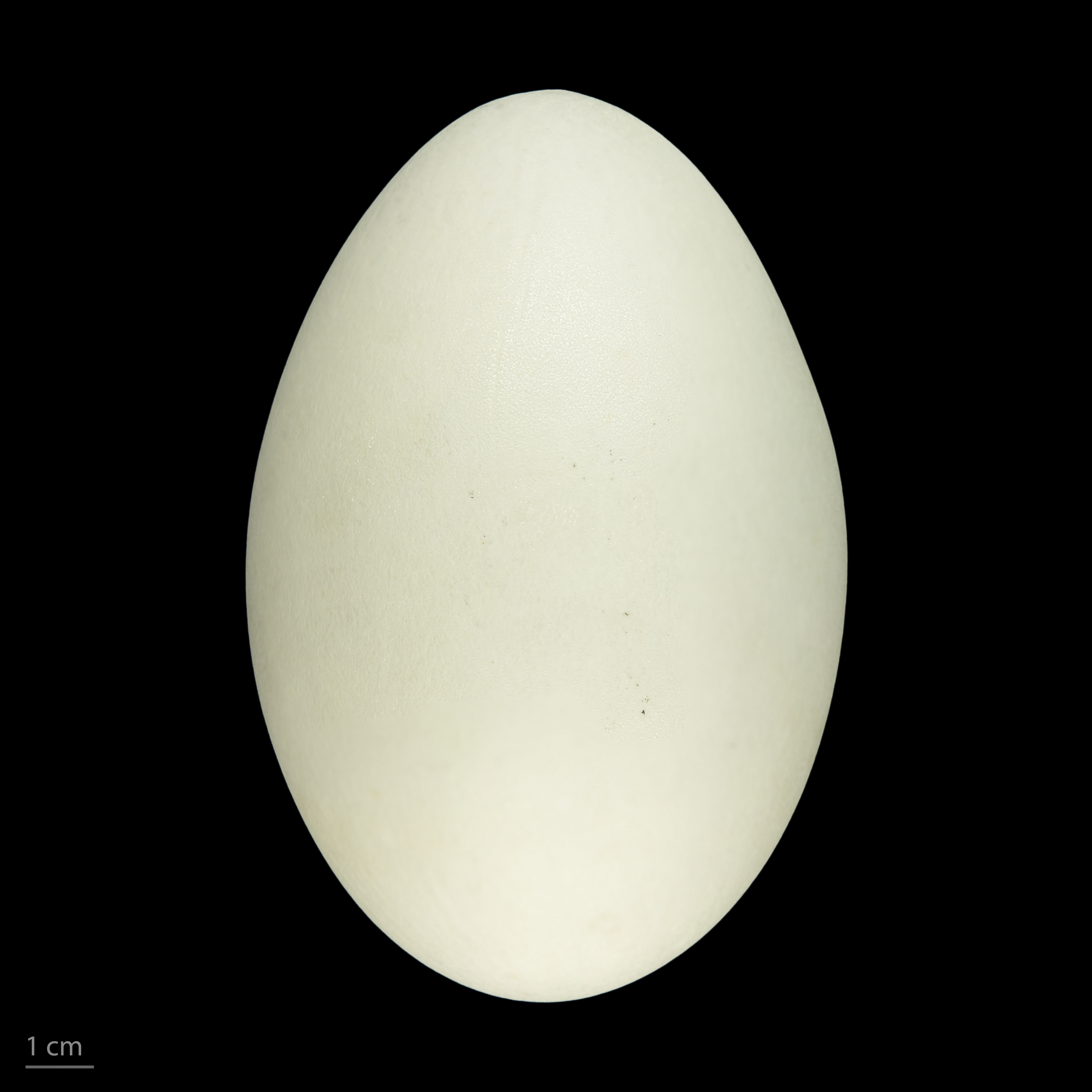
Яйце Cygnus olor (Тулузький музей)

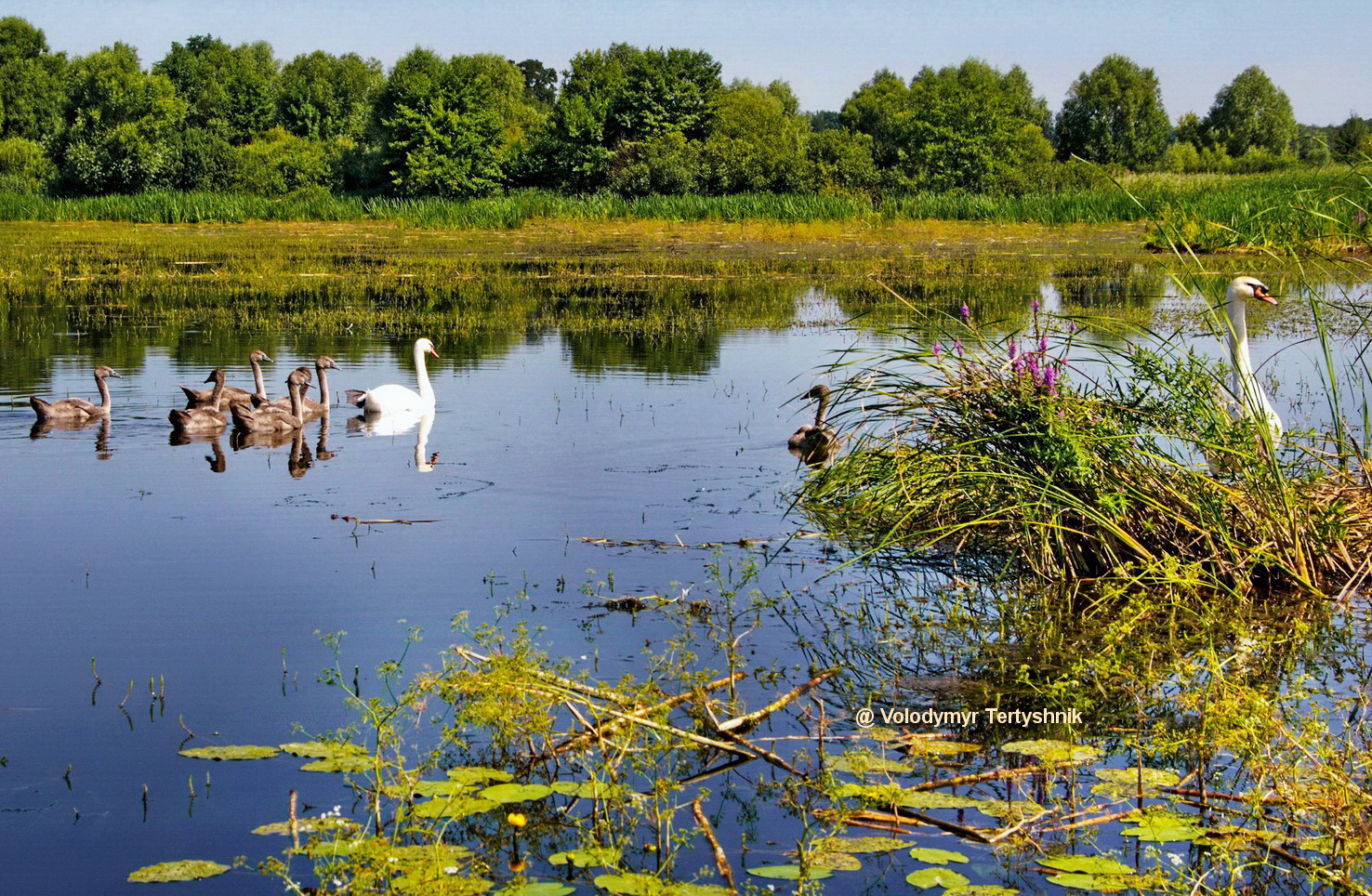
Ле́бідь-шипу́н з малечею на річці Кропивна

Ле́бідь-шипу́н (Cygnus olor) — водоплавний птах родини качкових (Anatidae). В Україні гніздовий, перелітний, зимуючий вид.

## Зовнішній вигляд
Птах великого розміру. Маса тіла 8,0 — 12,5 кг, довжина тіла 145—160 см, розмах крил 208—238 см. Дорослий самець білий, вуздечка чорна, біля основи верхньої щелепи великий чорний виріст, дзьоб червоний; ноги чорні. У дорослої самки виріст біля основи верхньої щелепи менший. У молодих птахів оперення в перший рік життя сірувато-буре (зрідка трапляються білі особини); виросту біля основи верхньої щелепи нема; дзьоб бурий; наступного року після линяння майже цілком білий; голова, верх шиї та покривні пір'я крил бурувато-сірі; на третій рік життя оперення, як у дорослого птаха.
Дорослий лебідь-шипун відрізняється від дорослого лебедя-кликуна і малого лебедя червоним дзьобом, крім того, від дорослого малого лебедя — більшими розмірами; молодий від молодих особин інших лебедів — бурішим оперенням і чорною голою шкірою біля основи дзьоба.

## Звуки
Зрідка подає короткі неголосні звуки «кгіюр» або «кіорр» та інші; зблизька у птаха, який погрожує, можна почути шипіння. Саме через ці звуки вид отримав свою назву.

## Поведінка
Літає як і усі гусеподібні, витягуючи шию уперед, залишаючи тіло і крила далеко позаду. Політ повільний, з характерним скрипінням махових пер, під час польоту шия витягнута вперед; в шлюбний період, плаваючи, нерідко шию тримає зігнутою S-подібно, а плечові пера дугоподібно піднятими; не пірнає, але живлячись, часто занурює голову у воду.

## Поширення
Лебідь-шипун мешкає в північній частині Європи та Азії. Усюди досить звичайний. Вид був штучно інтродукований до Північної Америки, Південної Африки, Австралії та Нової Зеландії.
В Україні гніздиться на всій території, крім гір і Керченського півострова; мігрує скрізь; регулярно зимує в південних районах, на заході країни та на дніпровських водосховищах, взимку інколи трапляється на незамерзних водоймах решти території країни.

## Спосіб життя
Населяє зарослі водною рослинністю водойми — лимани, озера, ставки, іноді болота. Лебідь-шипун гніздиться біля води в очеретах на дрібних озерах або в заплавах великих річок.
Пари утворюються на все життя. Громіздке гніздо розташовується на сухому місці серед очерету або у вигляді плавучої платформи. Для побудови використовуються стебла осоки, рогозу, очерету й водорості. Їх збиранням займається самець, а спорудженням гнізда — самка, яка скріплює стебла грудочками мулу. Гніздо має в основі діаметр близько 1,5 м і висоту до 60 см. На самому верху гнізда самка облаштовує лоток глибиною 10-15 см, який вистилається пухом і м'якими частинами рослин.
Повна кладка складається з 5-9 яєць. Інкубація починається після відкладання останнього яйця та триває 34-38 днів. Новонароджені пташенята покриті густим сірим пухом і, ледь обсохнувши, готові покинути гніздо. У 3 місяці молоді лебеді добре літають і разом з дорослими прямують до місць зимівлі. До наступної весни молодь тримається разом з батьками, а потім згуртовується в окремі групи. Тільки у трирічному віці молодий лебідь стає бездоганно білим, а статевої зрілості досягає на 4 році.

## Живлення
Раціон лебедів складається переважно з водяних рослин. Знаходить їжу в основному під водою, де поїдає різні частини водяних і болотяних рослин. Птахи нерідко знаходять поживу на суходолі на луках і пасовищах, де живляться злаковими та кормовими рослинами. 

## Лебідь-шипун і людина
Шипун легко приживається в неволі та в умовах напіввільного утримання; його часто розводять на водоймах міських парків і садів як декоративного птаха.

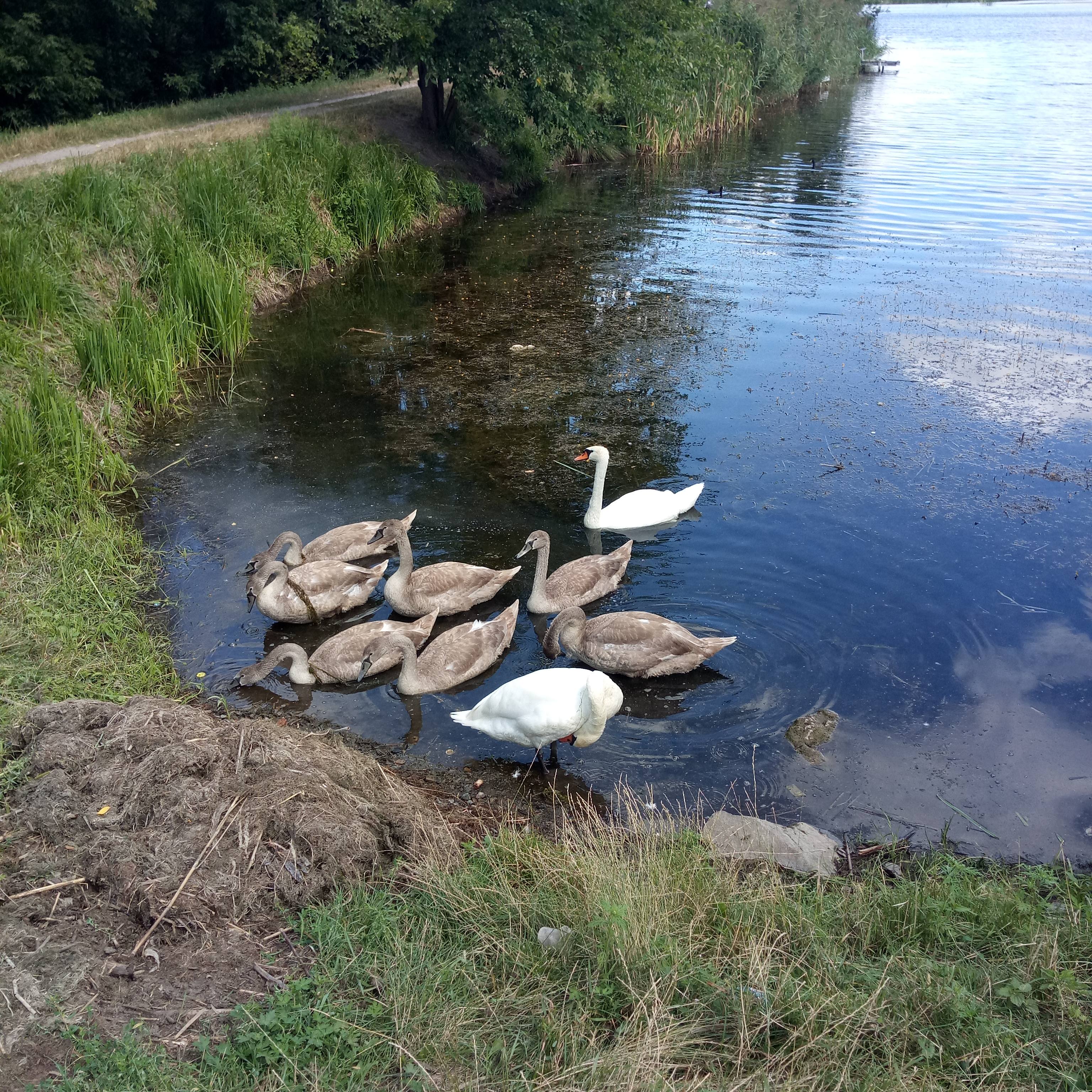
Сім'я лебедів-шипунів з майже дорослим потомством, ставок, Біла Церква

## Охорона
Лебідь-шипун перебуває під охороною Директиви ЄС про охорону диких птахів, Бернської та Боннської конвенцій та Угоди про охорону афро-євразійських мігруючих водно-болотних птахів. 

## Галерея

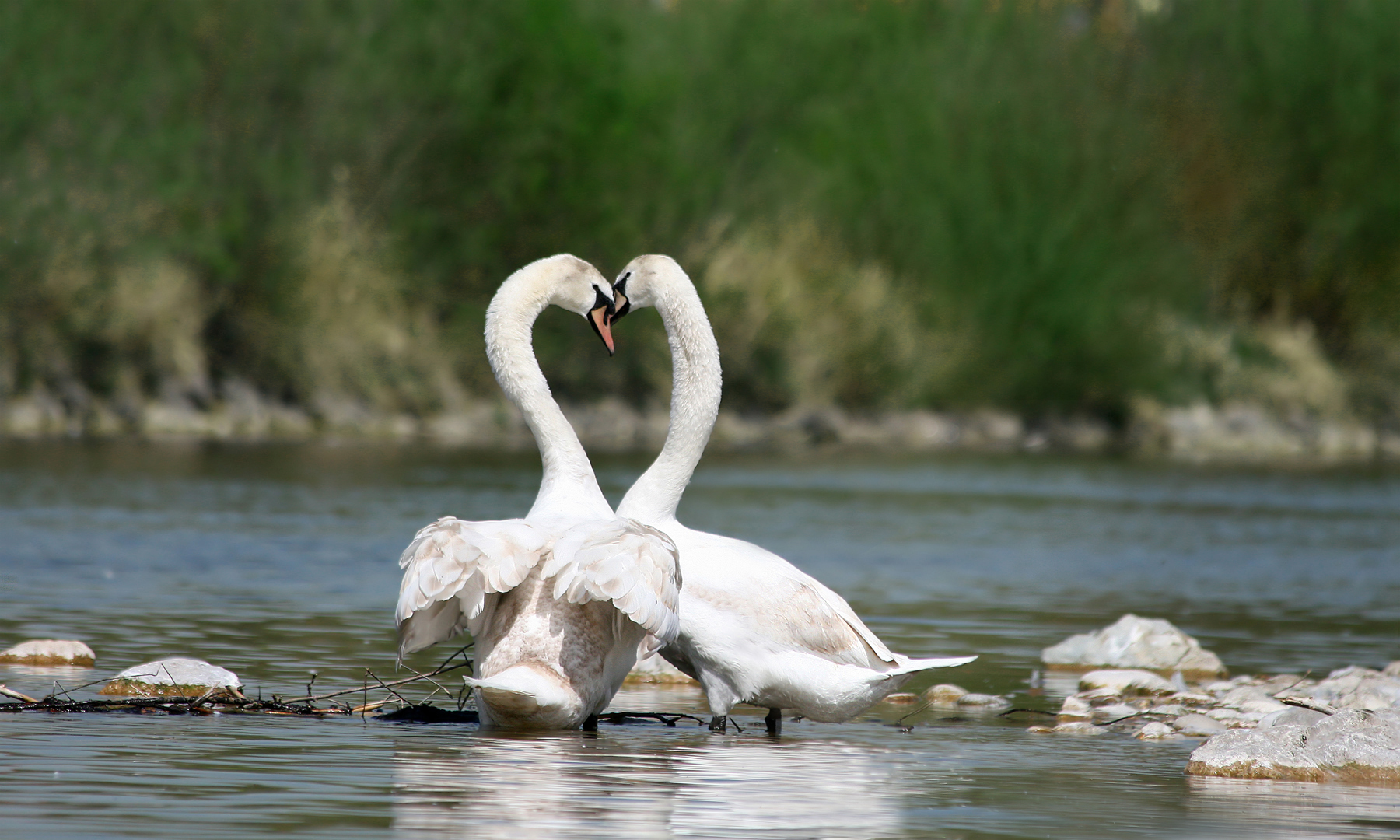
Пара лебедів-шипунів
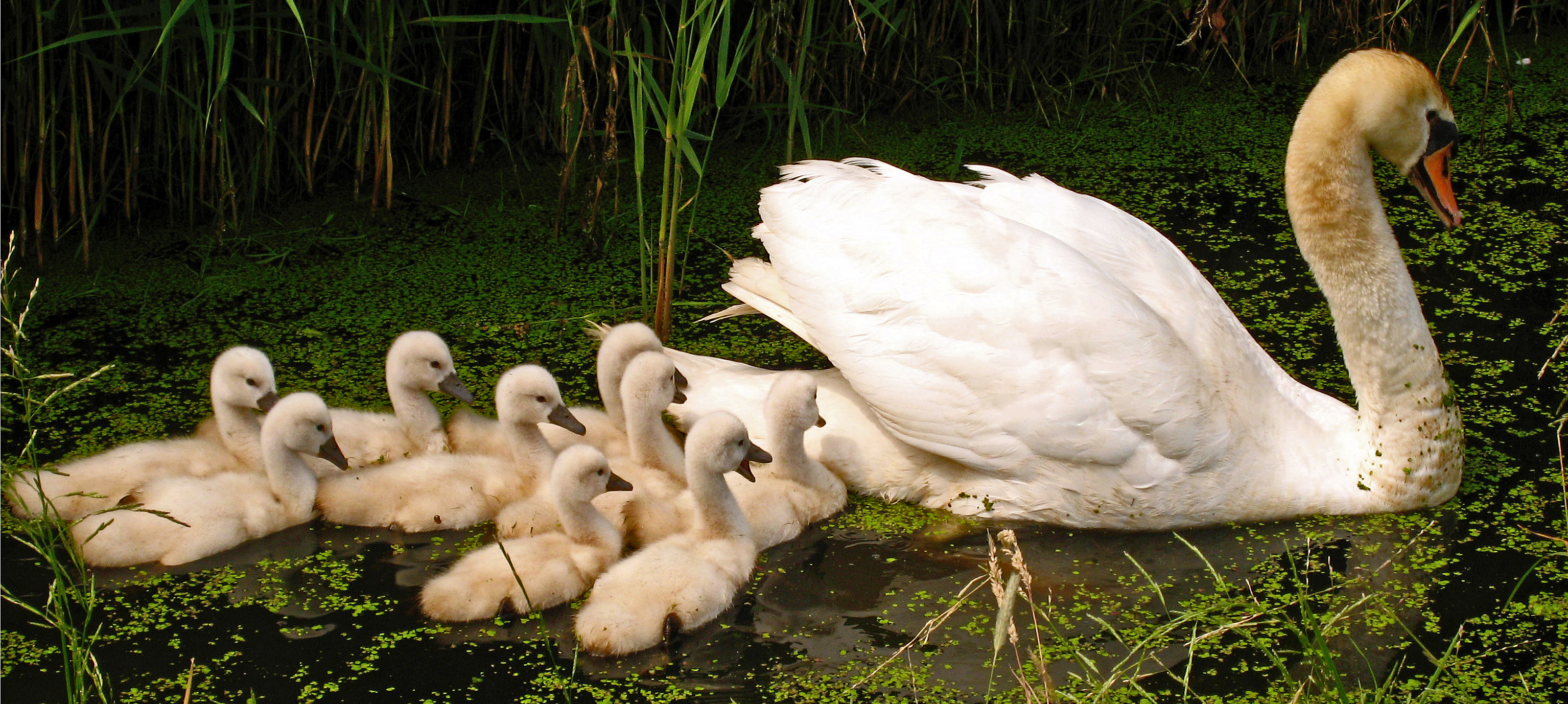
Самка лебедя-шипуна і дев'ять пташенят
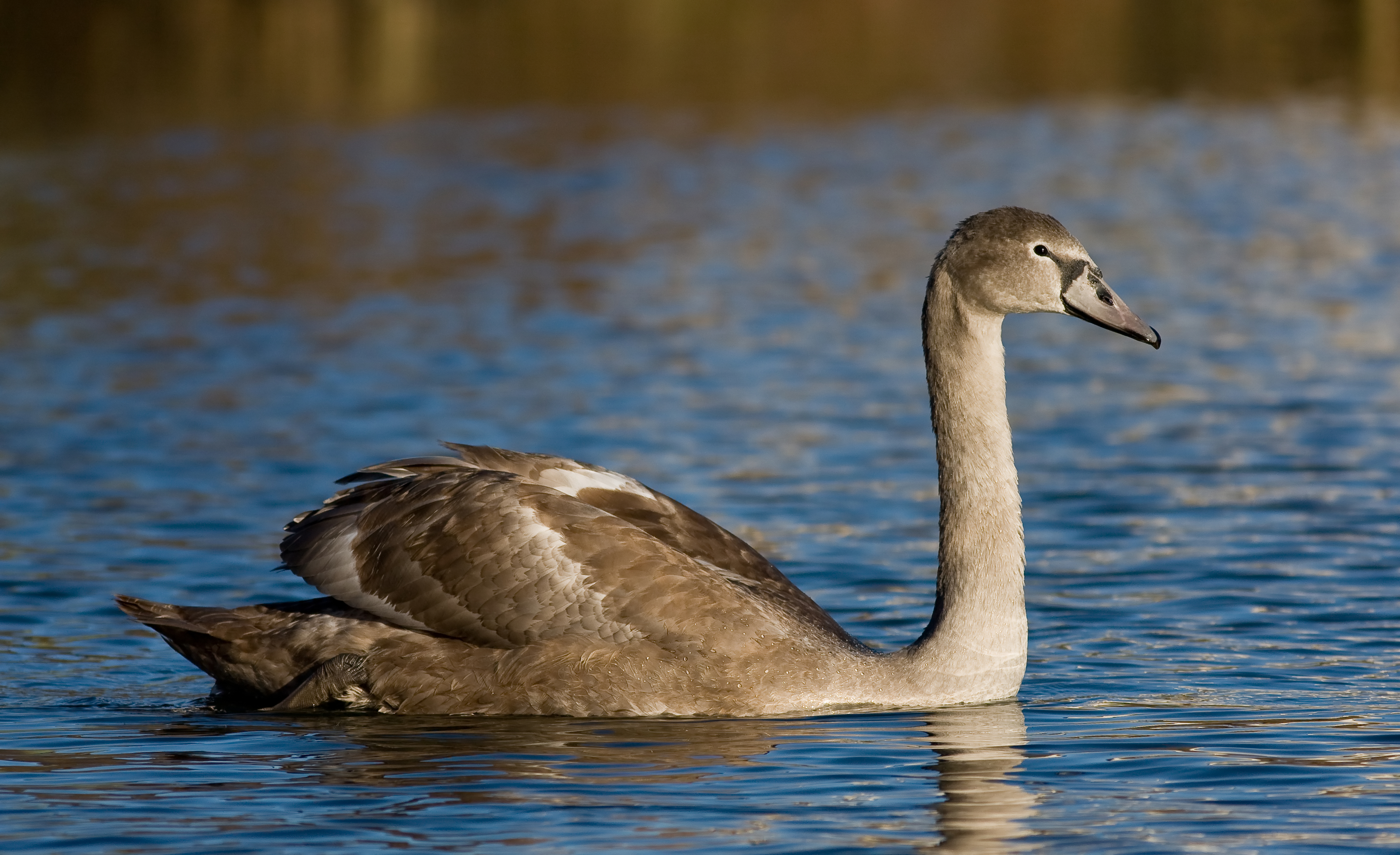
Молодий лебідь-шипун біля Гельсінкі (Фінляндія)
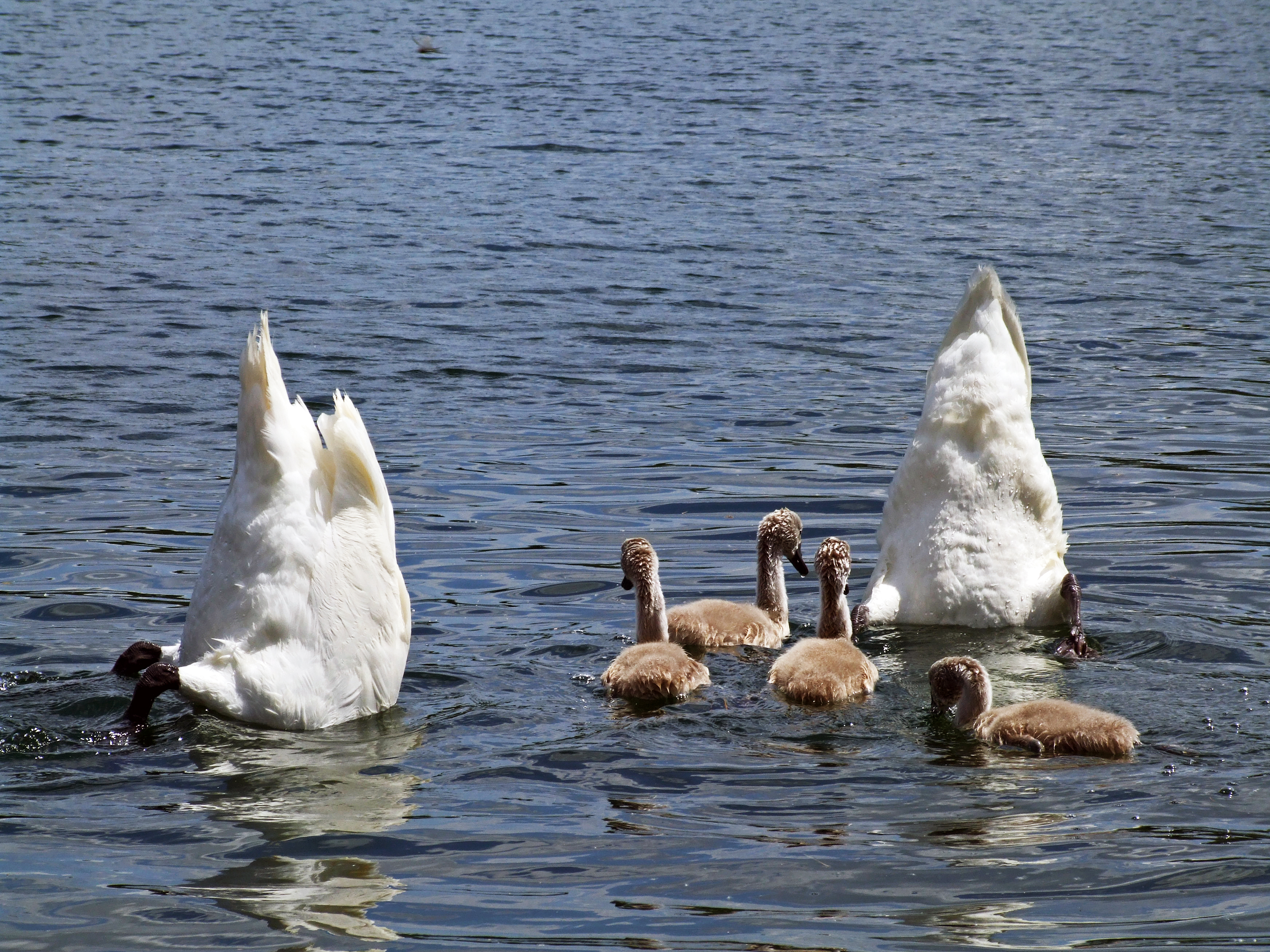
Лебедина сім'я
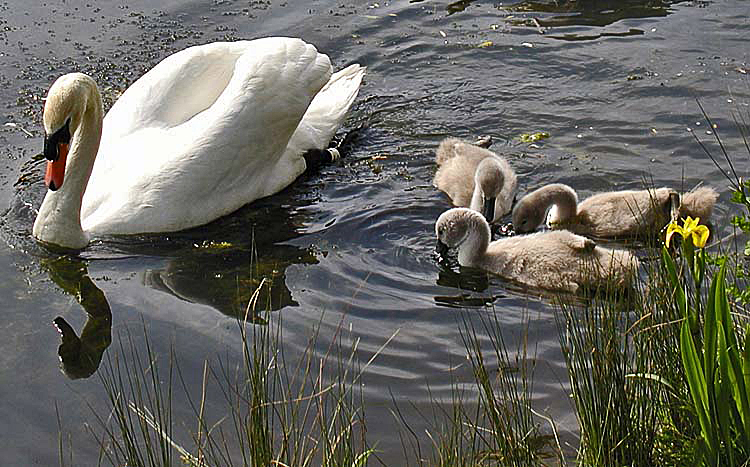
Лебідь-шипун із пташенятами
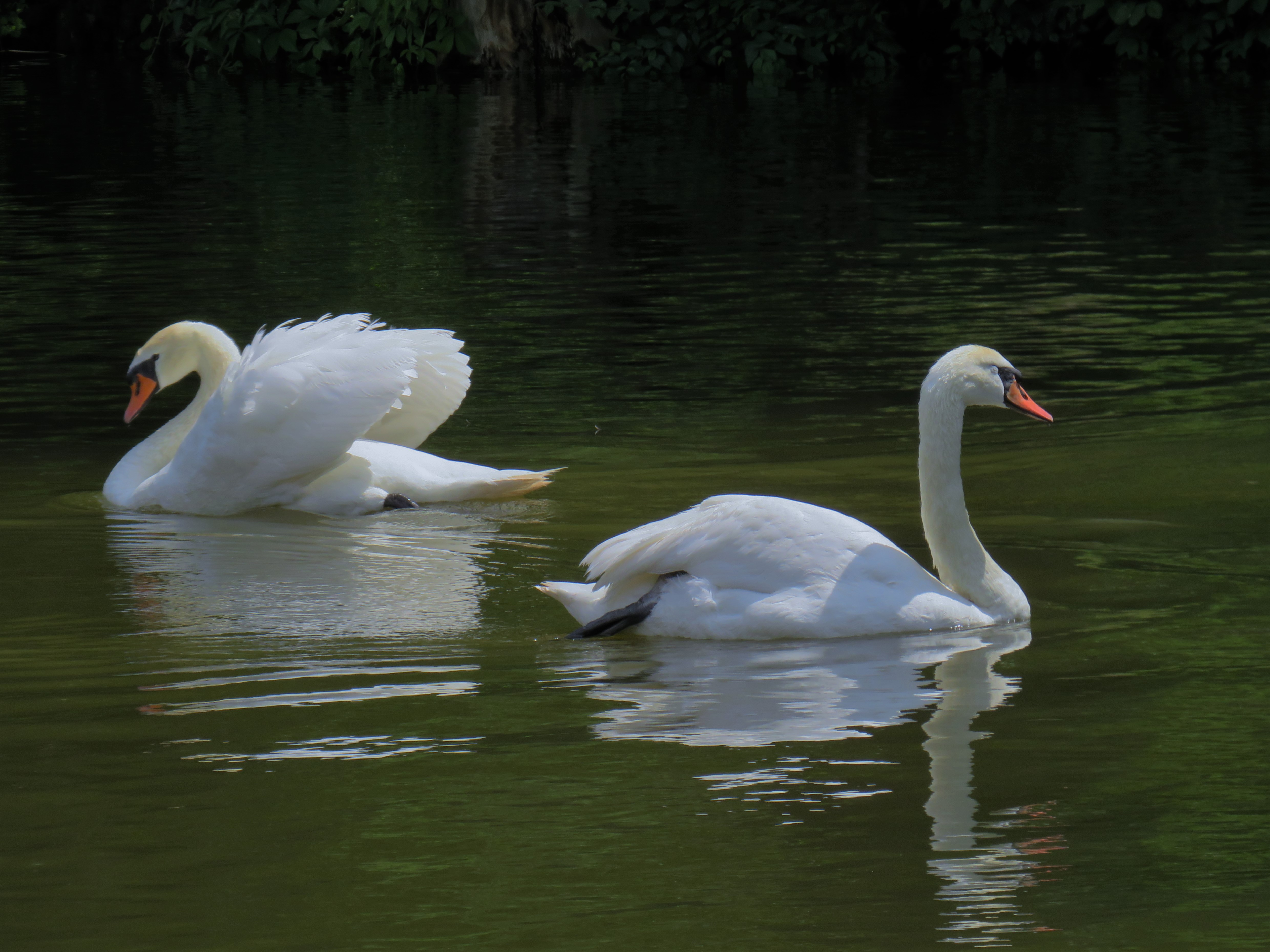
Пара лебедів
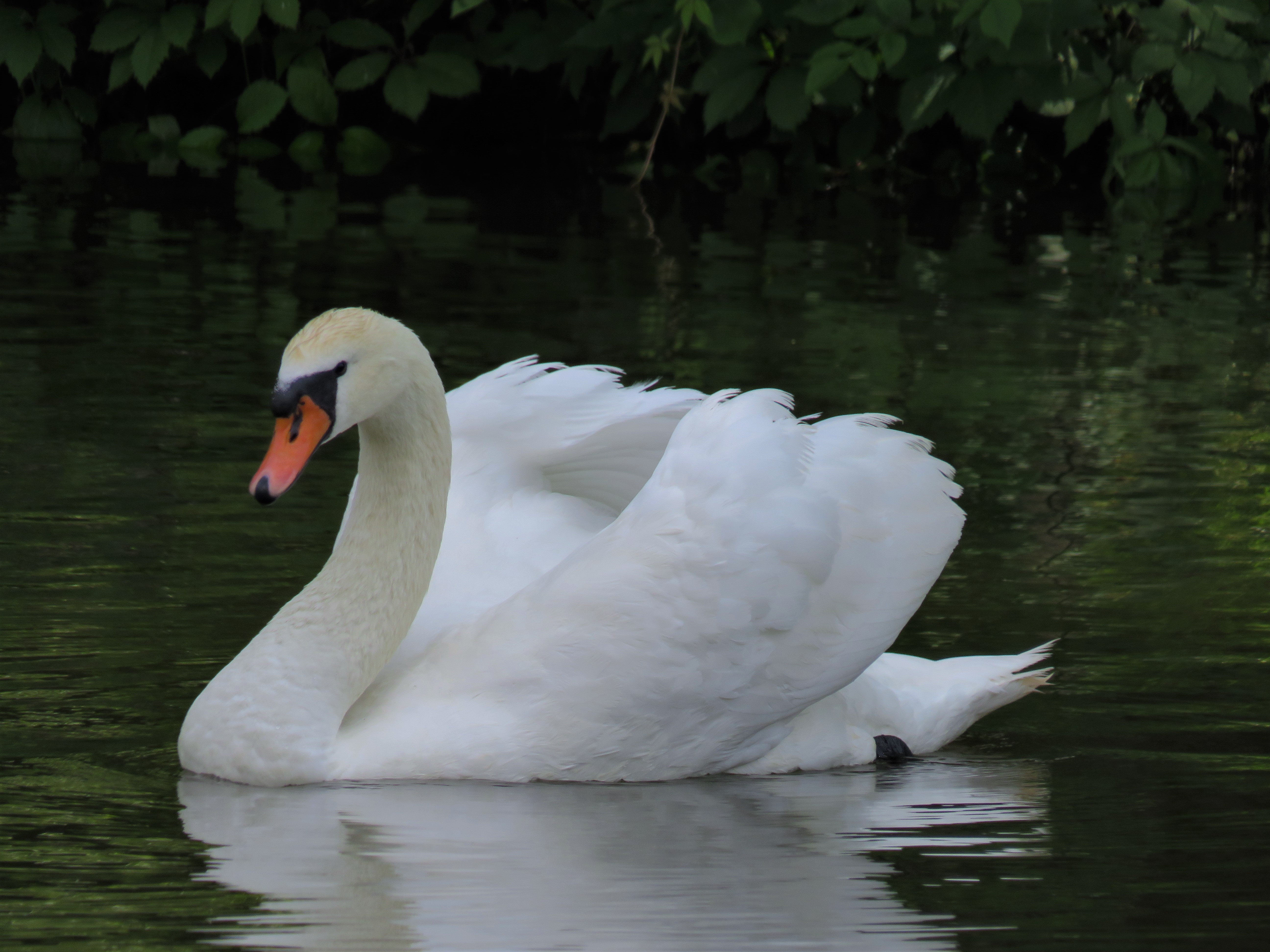
Лебідь-шипун у Запоріжжі
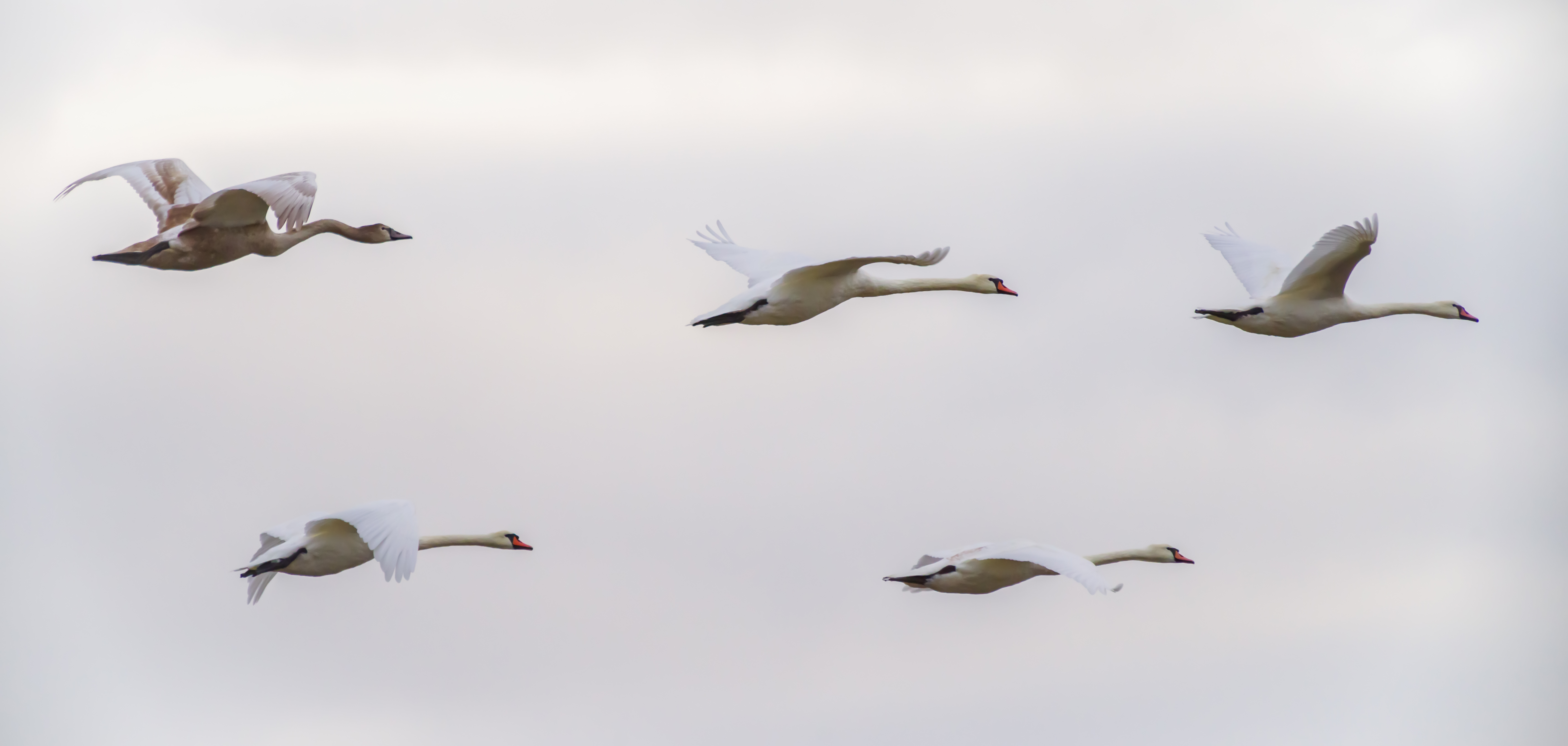
Лебіді-шипуни в Чорноморському заповіднику, Гола Пристань